# Lotos
Lotos - Лотос (rus) - és un khútor del krai de Krasnodar, a Rússia. És a 25 km al sud-est de Primorsko-Akhtarsk i a 103 km al nord-oest de Krasnodar. Pertany al khútor de Novopokrovski.